# 2024~2025년 남서인도양 사이클론
이 문서는 2024년부터 2025년까지 발생하는 남서인도양에 발생하는 사이클론에 대해 기록하고 있다.

## 통계

### 월별 사이클론 발생 개수
| -                                     | 7월       | 8월       | 9월       | 10월      | 11월      | 12월      | 1월       | 2월       | 3월       | 4월       | 5월       | 6월       | 합계 |
| ------------------------------------- | --------- | --------- | --------- | --------- | --------- | --------- | --------- | --------- | --------- | --------- | --------- | --------- | ---- |
| 2024-2025년                           | 0 (0)     | 0 (0)     | 1 (1)     | 0 (1)     | 1 (2)     | 1 (3)     | 2 (5)     | 4 (9)     | 3 (12)    | 1 (13)    | 0 (13)    | 0 (13)    | 13   |
| 10년 평균 (2014~2024년)               | 0.1 (0.1) | 0.0 (0.1) | 0.1 (0.2) | 0.2 (0.4) | 0.6 (1.0) | 1.1 (2.1) | 2.0 (4.1) | 2.3 (6.4) | 1.9 (8.3) | 1.0 (9.3) | 0.3 (9.6) | 0.0 (9.6) | 9.6  |
| *괄호 안의 숫자는 누적 사이클론 수임. |           |           |           |           |           |           |           |           |           |           |           |           |      |

### 사이클론 이름
| - 제1호 사이클론 안차 (242501) - 제2호 사이클론 베키 (242502) - 제3호 사이클론 치도 (242503) - 제4호 사이클론 디켈레디 (242504) - 제5호 사이클론 엘비스 (242505) | - 제6호 사이클론 피티아 (자격박탈) - 제7호 사이클론 빈스 (242507) - 제8호 사이클론 탈리아 (242508) - 제9호 사이클론 가랑스 (242509) - 제10호 사이클론 혼다 (242510) | - 제11호 사이클론 주드 (242511) - 제12호 사이클론 이본 (242512) - 제13호 사이클론 코트니 (242513) - 제14호 사이클론 간토 (242514) |

## 활동한 사이클론

### 제6호 사이클론 → 열대저기압 파이다
최성기 세력 18m/s로 사이클론의 기준을 충족하여 제6호 남서인도양 사이클론 파이다로 명명되었으나, 사후 해석에서 15m/s로 하향 조정되었다. 이는 매우 특이한 케이스이며 2020년대 최초로 벌어진 일이다.

### 제9호 사이클론 혼다
11R이 2월 26일, 사이클론으로 승격되어 혼다가 됨에 따라 남반구에 무려 사이클론 6개 (오스테일리아 근해의 비앙카와 알프레드, 남태평양의 레이와 세루, 남서인도양의 가랑스와 혼다) 공존했다.

### 제13호 아열대 사이클론 간토
마다가스카르 남쪽에서 온대저기압이 아열대폭풍으로 변질되어 4월 20일에 14호 사이클론 간토로 승격되었으나, 하루만에 태풍의 구조가 붕괴되어 4월 21일 현지 시간 4시, 엄보봄베 남쪽 1,080km 해상에서 소멸했다.

## 같이 보기
- 2024~2025년 호주 근해 사이클론
- 2024~2025년 남태평양 사이클론
- 북서태평양 태풍: 2024, 2025
- 북인도양 사이클론: 2024, 2025
- 동태평양 허리케인: 2024, 2025
- 북대서양 허리케인: 2024, 2025